# Imperial Brands

Logo bis 2016

Die Imperial Brands plc. (bis 2016: Imperial Tobacco Group PLC) ist fünftgrößter Anbieter im internationalen Tabakmarkt nach China National Tobacco, Philip Morris, British American Tobacco und Japan Tobacco. Sitz der Gesellschaft ist Bristol, Großbritannien. Das Unternehmen beschäftigt über 36.000 Mitarbeiter. Im Februar 2016 nannte sich das Unternehmen in Imperial Brands um. Am 1. Juli 2020 trat Stefan Bomhard die Nachfolge von Alison Cooper als neuer Unternehmenschef (CEO) an.
Deutsches Tochterunternehmen sind die Reemtsma Cigarettenfabriken, drittgrößter Anbieter im deutschen Tabakmarkt (Marktanteil Zigaretten: 20 %). Im Jahr 2008 übernahm die damalige Imperial Tobacco das spanische Handelsunternehmen Logista Holdings. Logista ist bis heute ein eigenständiges Unternehmen innerhalb des Konzerns und unterhält eine eigene Börsennotierung.

## Produkte
Zigaretten
- Prima (Osteuropa)
- MOON (CZ)
- Paramount (CZ)
- Bastos (Vietnam, Belgien)
- Excellence (Afrika)
- Route 66 (Frankreich, Belgien)
- P&S (Polen)
- Lambert & Butler (UK)
- Richmond (UK)
- Horizon (Australien, Neuseeland, Österreich)
- Embassy No.1 (UK)
- Regal (UK)
- Superkings (1983)
- Windsor Blue (UK) (2006)
- Gauloises
- Gitanes
- Fortuna (Spanien)
- Classic (Ukraine)

Andere Tabakwaren
- Cohiba (Anteile an Habanos S.A.; 50 %)
- Drum (Drehtabak, ehemals Douwe Egberts)
- Golden Virginia (Drehtabak)
- Buccaneer Whisky (Drehtabak)
- Kingsgard (Drehtabak) (Netto)
- Rizla (Zigarettenpapier)
- Cañuma by Rizla (Zigarettenpapier)
- Kingsgard (Zigarettenpapier) (Netto)
- Paramount Stopftabak
- John Player Special
- John Player King Size
- De Witte Os Geurige Pruimtabak
- Kentuck Pruimtabak
- Van Nelle

Zigarettenmarken in Deutschland
- Astor
- Atika
- Cabinet
- Davidoff
- Duett
- Eckstein
- Ernte 23
- Gauloises
- Gitanes
- JPS
- Juno
- L&B
- No. 6
- Peter Stuyvesant
- P&S
- R1
- R6
- Regal
- Reval
- Roth-Händle
- Salem
- Superkings 100
- West
- Paramount
- Goldfield (Lidl)
- Boston (Aldi Nord)
- Marwin (Norma)
- Power (Edeka / Netto Markendiscount)
- Smart (Penny)